# Laura Nyro
Laura Nyro, född Laura Nigro 18 oktober 1947 i Bronx i New York, död 8 april 1997 i Danbury i Connecticut, var en amerikansk sångerska, poet, kompositör och pianist. Hon var i slutet av 1960-talet en av de mest framträdande inom folkrocken i USA. Nyro hade sina största framgångar som kompositör, med låtar ofta inspirerade av gospel, åt artister som The Fifth Dimension, Blood, Sweat & Tears, Peter, Paul and Mary och Barbra Streisand. Nyros egen bästsäljande låt var Carole Kings och Gerry Goffins "Up on the Roof".

## Biografi

### Bakgrund
Nyro föddes i New York som Laura Nigro, som dotter till yrkestrumpetaren Louis Nigro och Gilda Mirsky Nigro med ett antal bildkonstnärer i släkten. I ett hem med musik och konst påverkades Nyro tidigt av Manhattans "Brill Building-sound", en sorts hybrid av R&B, gospel och jazz som även anammats av de lokala artisterna Ellie Greenwich och Carole King. Hon var självlärd som pianist och lyssnade under uppväxten på Leontyne Price, Billie Holiday, Debussy och Ravel.

### Karriär
Nyro ägnade sig mellan 1968 och 1970 mestadels åt att skriva sånger för artister som Blood, Sweat & Tears, Peter Paul & Mary, Barbra Streisand och The Fifth Dimension. Både "Wedding Bell Blues" och "Stoney End" blev listettor, för The Fifth Dimension respektive Barbra Streisand. Redan 1966 hade 19-åringen Nyro sålt sin första sång – "And When I Die". Som egen artist nådde hon framgångar först 1970, med covern av The Drifters' "On on the Roof".
Hon skivdebuterade 1967 med albumet More Than a New Discovery. Året efter kom Eli and the Thirteenth Confession och 1970 Christmas and the Beads of Sweat. 1971 kom Gonna Take a Miracle, ett coveralbum av äldre soul- och R&B-låtar och inspelad tillsammans med Labelle.
Bland de senare albumen kan nämnas Mother’s Spiritual (1984) och Walk the Dog & Light the Light från 1993. Sistnämnda produktion, hennes sista studioalbum under hennes levnad, producerades av Gary Katz – känd som Steely Dans mångåriga producent.
1996 fick hon diagnosen äggstockscancer och avled året därpå. En musikalisk final var planerad, och hon fick vara med om utgivningen av sitt sista album, Stoned Soul Picnic: The Best of Laura Nyro.

### Privatliv
Laura Nyro hade ett kortvarigt förhållande med musikern Jackson Browne 1970–1971 samt var 1971–1974 gift med snickaren David Bianchino. Hon födde även en son. Från 1977 och fram till sin död hade hon en fast relation (inklusive byte av ringar) med bildkonstnären Maria Desiderio, som hon blev bekant med redan 1967 då Desiderio var pianoelev till Alice Coltrane. Nyro och Desidero var även aktiva i driften av Majic Speller, en lesbiskfokuserad bokhandel.

## Erkännande
I slutet av 1960-talet var Nyro en av de ledande inom USA:s folkrockrörelse, och Joni Mitchell har nämnt Nyro som en av hennes största inspirationskällor. Andra artister som nämnt Nyros påverkan på deras karriärer är Tori Amos, Lush, Elton John, Steely Dan och Cyndi Lauper.
År 2012 valdes hon in i Rock and Roll Hall of Fame.

## Diskografi

### Studioalbum
- 1967 – More Than a New Discovery (Verve)
  - 1973 – The First Songs (Columbia Records, nyutgåva av ovanstående[15])
- 1968 – Eli and the Thirteenth Confession (Columbia Records)
- 1969 – New York Tendaberry (Columbia Records)
- 1970 – Christmas and the Beads of Sweat (Columbia Records)
- 1971 – Gonna Take a Miracle (med Labelle; Columbia Records)
- 1976 – Smile (Columbia Records)
- 1978 – Nested (Columbia Records)
- 1984 – Mother's Spiritual (Columbia Records)
- 1993 – Walk the Dog and Light the Light
- 2001 – Angel in the Dark (postum utgåva, inspelad 1994–1995)

### Live-album
- 1977 – Season of Lights
- 1989 – Laura: Live at the Bottom Line (inspelad i New York, sommaren 1988)
- 2000 – Live from Mountain Stage (inspelad för radio, 11 november 1990)
- 2002 – Live: The Loom's Desire (med julaftonskonserter från 1993 och 1994, inspelade i Bottom Line i New York)
- 2003 – Live in Japan (inspelad live i Kintetsu i Osaka, 22 februari 1994)
- 2004 – Spread Your Wings and Fly: Live at the Fillmore East (30 maj 1971)
- 2013 – Live at Carnegie Hall: The Classic 1976 Radio Broadcast

### Samlingsalbum
- 1972 – Laura Nyro sings her Greatest Hits (Japan)
- 1980 – Impressions
- 1997 – Stoned Soul Picnic: The Best of Laura Nyro
- 1999 – Premium Best Collection-Laura Nyro (Japan)
- 2000 – Time and Love: The Essential Masters
- 2006 – Laura Nyro-Collections (Sony Europe)
- 2017 – A Little Magic, A Little Kindness: The Complete Mono Albums Collection (Real Gone Music)
- 2021 – American Dreamer (Madfish)
- 2024 –  Hear My Song: The Collection 1966-1995 (Madfish)[16]